# Khusrau Bagh

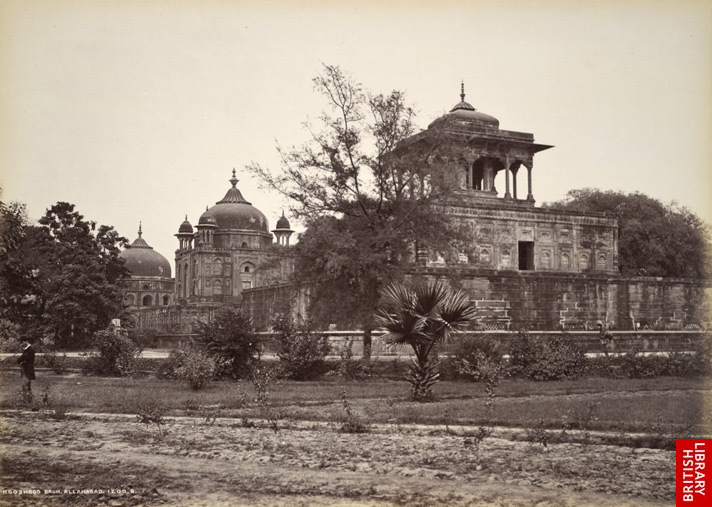
Mausolei di Sultan Begum, Nithar Begum, e Khusrau all'interno del Khusrau Bagh, Allahabad, India, immagine del 1870 ca..

Il complesso del Khusro Bagh (Hindi: ख़ुसरो बाग़, Urdu: خسرو باغ) di Allahabad, in India,  è rappresentato da vasti giardini cintati, all'interno dei quali si trovano le tombe di Khusrau Mirza (morto nel 1622), figlio maggiore dell'imperatore moghul Jahangir, di Shah Begum (morta nel 1605) - principessa Rajput madre di Khusrau e prima moglie di Jahangir -  e della principessa Sultan Nithar Begum (morta nel 1646), sorella di Khusrau. Il complesso sorge nelle vicinanze della Allahbad Junction Station.

## Architettura
I tre mausolei in arenaria presenti all'interno dei giardini rappresentano squisiti esempi di architettura moghul. Il progetto dell'ingresso principale, dei giardini e della tomba a tre livelli di Sultan Begum è attribuito ad Aqa Reza, il principale architetto della corte di Jahangir.
La tomba di Khusrau risale al 1622. Questi era stato inizialmente imprigionato all'interno del giardini in seguito alla sua ribellione contro Jahangir del 1606 e fu in seguito ucciso (nel 1622) per volere del Principe Khurram, in seguito divenuto imperatore col nome di Shah Jahan.
La terza tomba, quella di Nithar Begam, si trova in mezzo alle due precedenti. Fu costruita per volere della principessa stessa tra il 1624 ed il 1625, ma non ne ospitò mai le spoglie.
Il giardino ha dato il nome alla località circostante, Khusrobagh, una vivace borgata della città.